# Rhagoletis basiola
Rhagoletis basiola
 es una especie de insecto del género Rhagoletis de la familia Tephritidae, orden Diptera. Osten Sacken la describió en 1877.
De cuerpo grueso; tienen cuatro bandas transversales finas en las alas. Las larvas se alimentan de botones de rosas. Están distribuidas por la mayor parte de Norteamérica.